# Ginástica artística nos Jogos Olímpicos de Verão da Juventude de 2010 - Trave
A final da trave da ginástica artística nos Jogos Olímpicos de Verão da Juventude de 2010 foi disputada no dia 22 de agosto no Bishan Sports Hall, em Singapura.

## Medalhistas
| Ouro   | CHN Tan Sixin        |
| Prata  | ITA Carlotta Ferlito |
| Bronze | AUS Angela Donald    |

## Resultados

### Qualificatória
A etapa qualificatória para este e para os demais aparelhos, bem como para o individual geral, foi disputada no dia 17 de agosto. 42 ginastas competiram e as oito melhores se classificaram para a final.

### Final
| Pos.              | Ginasta                    | Dificuldade | Execução | Penalidades | Total  |
| ----------------- | -------------------------- | ----------- | -------- | ----------- | ------ |
| Medalha de ouro   | CHN Tan Sixin              | 6.300       | 9.250    | —           | 15.550 |
| Medalha de prata  | ITA Carlotta Ferlito       | 5.800       | 9.025    | —           | 14.825 |
| Medalha de bronze | AUS Angela Donald          | 6.000       | 8.450    | —           | 14.450 |
| 4                 | GUA Ana Sofia Gomez Porras | 5.600       | 8.500    | —           | 14.100 |
| 5                 | BRA Harumy Freitas         | 5.100       | 8.350    | —           | 13.450 |
| 6                 | UKR Alina Kravchenko       | 4.700       | 8.100    | —           | 12.800 |
| 7                 | RUS Viktoria Komova        | 5.400       | 6.600    | —           | 12.000 |
| 8                 | SWE Jonna Adlerteg         | 4.700       | 7.125    | —           | 11.825 |